# Institutie (calvinisme)
Institutie of onderwijzing in de christelijke godsdienst, kortweg de Institutie (Latijn: Institutio Christianæ Religionis) is het hoofdwerk van de reformator Johannes Calvijn, oorspronkelijk geschreven in 1536, de vijfde en laatste versie in 1559.

## Ontwikkeling
In zijn Institutie legde Calvijn uit wat de Reformatie volgens hem werkelijk op het oog had. Hij schreef de eerste versie van het boek op jonge leeftijd: het werd in 1536 te Bazel uitgegeven toen hij pas 26 jaar oud was. Calvijn had de Institutie mede geschreven doordat hij op dat moment diep geschokt was door de maatregelen die in zijn geboorteland Frankrijk tegen de protestanten (hugenoten) genomen werden. Hij schreef daarom als inleiding op de Institutie een brief gericht aan koning Frans I.
In de loop der jaren heeft Calvijn zijn werk regelmatig aangepast en uitgebreid. Hij heeft vijf Latijnse versies van het boek uitgebracht (in 1536, 1539, 1543, 1550 en 1559) en daarnaast heeft hij Franse vertalingen uitgebracht of meegewerkt aan de uitgave daarvan. In de laatste versie, die 5 jaar voordat hij stierf werd uitgegeven, is het boek uitgegroeid van 6 tot 80 hoofdstukken.

Er zijn verschillende Nederlandse vertalingen van de Institutie, waaronder van dr. A. Sizoo (1931-'32) en C.A. de Niet e.a. (2009), gebaseerd op de laatste versie uit 1559; eerdere vertalingen stammen uit 1650, 1865-'68 en 1919.

## Inhoud
De laatste uitgave uit 1559 bestaat uit vier boeken, waarin achtereenvolgens behandeld worden:
- deel 1: De kennis van God de Schepper
- deel 2: De kennis van God de Verlosser in Christus
- deel 3: De manier, waarop de genade van Christus verkregen wordt, met haar vruchten en werkingen
- deel 4: De uiterlijke hulpmiddelen, door welke God ons tot de gemeenschap met Christus nodigt en in dezelve houdt

Of in het kort samengevat:
- deel 1: De Schepper
- deel 2: De Verlosser
- deel 3: De Heilige Geest
- deel 4: De Kerk en de burgerlijke regering

Men kan in deze opbouw van de Institutie de volgorde herkennen die ook de Apostolische geloofsbelijdenis aanhoudt. Naast dit levenswerk bestaan er van de hand van Calvijn Bijbelcommentaren op alle Bijbelboeken (behalve dat van de Openbaring).